# Via transdérmica

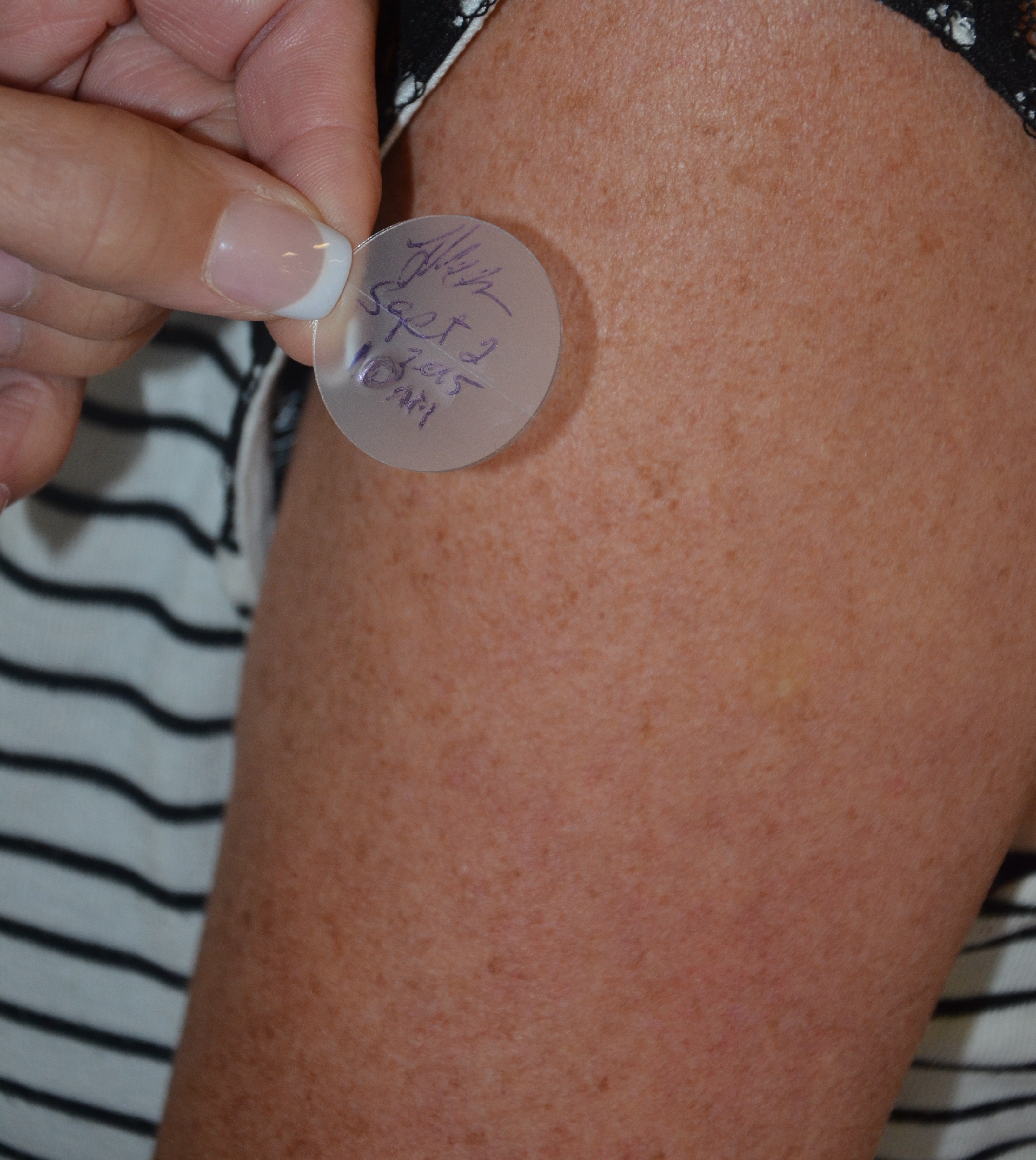
Adesivo colado na pele utilizado como via de administração para absorção na circulação

A via transdérmica é uma via de administração, caracterizada pela aplicação na pele, como um adesivo, para ser absorvida pela circulação. O local de aplicação mais comum é atrás do pavilhão auricular, por ser um local com grande vascularização., mas pode ser aplicado (colado) em qualquer parte do corpo, mas de preferência as áreas com grande vascularização e em superfícies planas (não em dobra de articulações, por exemplo), como parte superior do tronco, parte superior do braço, parte superior, inferior das costas ou do lado do tórax. A região que receberá o adesivo não deve estar irritada ou lesionada, não teve ter pelos e sem grandes cicatrizes, e deve ser lavada antes apenas com sabão neutro e a pele deve estar seca. Nunca aplique óleos hidratantes, cremes, loções e qualquer tipo de maquiagem em cima e próximo a região onde se encontra o adesivo, pois ele pode descolar e até perder sua eficácia. 
Usado para fármacos que são muito lipofílicos e activos em quantidades muito pequenas. Como, por exemplo, os adesivos de nicotina, adesivos de anticoncepcionais (pode ter Norelgestromina, Estradiol, Etinilestradiol, Gestodeno), adesivo de Fentanil (analgésico opióide), adesivo de Buprenorfina (analgésico opióide).

## Vantagem
- Desvio do trato gastrintestinal[3]
- Evita o efeito de primeira passagem[3]
- Fácil adesão ao tratamento[3]

## Desvantagem
- Alergias e irritações na pele ou sistêmicas[3]
- Limitação de dose[3]
- Tempo para o fármaco agir[3]